# Ralph George Hawtrey
Ralph George Hawtrey, né le 22 novembre 1879 à Slough et mort le 21 mars 1975 à Londres, est un économiste britannique. Proche ami de John Maynard Keynes, il a été anobli en 1956.

## Biographie
Il a fait ses études à Eton, puis à l'université de Cambridge, dont il est diplômé de mathématiques en 1901. Il accomplit toute sa carrière au Trésor, de 1904 jusqu'à sa retraite en 1947. Il a étudié l'économie tout au long de sa vie, mais n'a rempli que peu de fonctions académiques bien qu'il ait enseigné à Harvard en 1927-1928 et au Royal Institute of International Affairs de Londres de 1947 à 1952.

## Travaux
Il est principalement connu pour son approche monétaire des cycles économiques. Selon lui, les mouvements monétaires sont la cause exclusive de l'alternance de phases d'expansion et de dépression :
- l’expansion résulte d’une augmentation du volume et de la circulation des instruments monétaires dans un contexte de baisse du taux d'escompte. Dans cette phase, les négociants recourent au crédit bancaire pour acheter plus aux producteurs ce qui augmente le revenu des consommateurs. Il en résulte un processus cumulatif alimenté par l’expansion du crédit. Cependant, les prix augmentent lorsque les limites des capacités de production sont atteintes et créent une incitation supplémentaire pour emprunter (spéculation à la hausse) ;
- la dépression survient lorsque les banques centrales ne peuvent plus fournir de monnaie centrale pour financer à nouveau les banques qui vont alors réduire le crédit. Il en résulte une réduction des instruments monétaires disponibles qui entraîne une baisse des dépenses de consommation et des achats de titres ;
- la reprise provient du remboursement des crédits, de l’amélioration du ratio encaisse/engagements des banques et de la baisse du taux d'escompte au cours de la crise.

La politique de la Banque centrale joue dès lors un rôle essentiel dans le maintien de la stabilité du crédit et la réduction de l'ampleur du cycle des affaires. Dans ses premiers écrits, Hawtrey impute les excès de cette dynamique aux mécanismes de l'étalon-or. Toutefois, après l'abandon du système en 1914, il considère toujours que l'organisation du crédit induit une instabilité foncière.
Contemporain de la Grande Dépression, Hawtrey a avancé que le meilleur moyen de prévenir les dépressions sévères consistait à agir dans la phase de croissance en menant une politique de crédit restrictive afin de limiter son expansion.